# 베어 그릴스
베어 그릴스(영어: Bear Grylls, 1974년 6월 7일 ~ )는 예비역 영국 육군 하사 출신 영국의 작가, 모험가, 텔레비전 진행자이며, 본명은 에드워드 마이클 그릴스(영어: Edward Michael Grylls)이다.

## 생애
영국의 유명 정치인 집안에서 태어났으며, 명문 이튼스쿨 졸업후, 영국 육군 공수특전단 (SAS)21연대에서 군복무를 하였다. SAS에서 베어 그릴스의 보직은 의료교관이었다.
현역 땐 육군에서 복무했지만, 2004년에 그간의 자선활동 공적을 인정받아 영국 해군 예비역 장교단으로부터 예비역 해군 소령 계급을 부여받기도 했다.
2000년에 사라 그릴스와 결혼했으며, 세 자녀를 두고 있다. 2009년 7월, 35세의 나이에 수석 스카우트로 임명받았고, 한 때 디스커버리 채널(Discovery Channel)에서 방영하는 인간과 자연의 대결(Man vs. Wild)과 최악의 시나리오(Worst-Case Scenario)에 출연하였다.
2012년 3월, 디스커버리 채널과 계약과 관련한 분쟁이 생겨 계약을 종료하게 되었다. 이로 인해 '인간과 자연의 대결'도 종영하였다.